# Gays (Illinois)
Gays est un village situé au nord du comté de Moultrie dans l'Illinois, aux États-Unis,. Il est incorporé le 25 janvier 1906.

## Démographie
Lors du recensement de 2010, le village comptait une population de 281 habitants. Elle est estimée, en 2016, à 274 habitants.

### Source de la traduction
- (en) Cet article est partiellement ou en totalité issu de l’article de Wikipédia en anglais intitulé « Gays, Illinois » (voir la liste des auteurs).